# Rajiformes
Rajiformes este un ordin de pești din supraordinul Batoidea. Pești cartilaginoși din ordinul rechinilor batoizi (plați), fam. rajidae (batoizi propriu-ziși), cu corp romboidal și înotătoare dezvoltate ca niște aripi imense, ochii situați pe partea dorsală a corpului, ei sun prezenți în lungul tuturor țărmurilor.

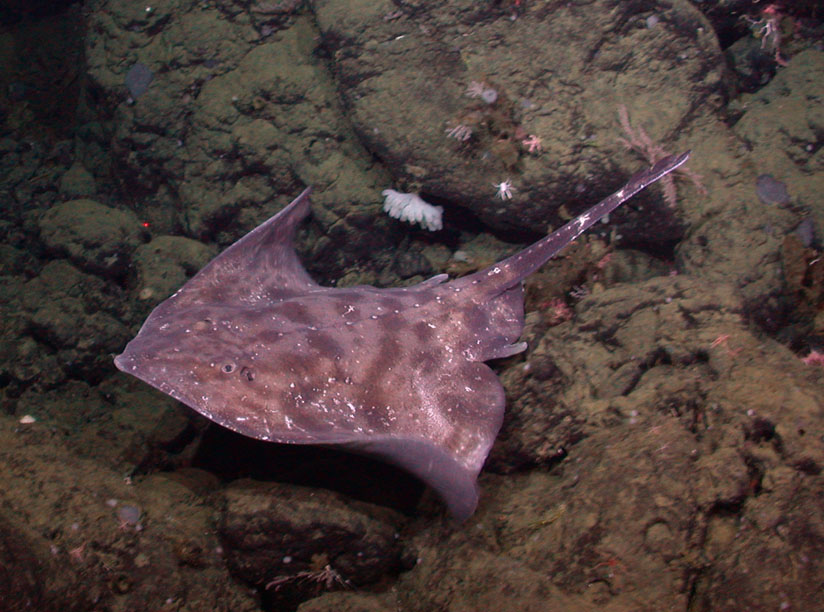
Amblyraja badia

Există nenumărate specii, precum cea din Marea Nordului (Raja batis) de 1 m lungime și 30 kg greutate, unele fiind uriașe, precum vatosul (Raja clavata) ce poate ajunge la 3–4 m lungime și 2–3 m lățime și o greutate de 200 kg. De la anumite specii de rajidae se consumă înotătoarele pectorale (comercializate ca aripi de vulpe), considerate delicatese, fiind asemănătoare la gust cu carnea de crab. 

## Familii
- Anacanthobatidae
- Arhynchobatidae
- Dasyatidae
- Gymnuridae
- Hexatrygonidae
- Mobulidae
- Myliobatidae
- Plesiobatidae
- Potamotrygonidae
- Pristidae
- Rajidae
- Rhinidae
- Rhinobatidae
- Urolophidae
- Urotrygonidae